# Jarandersonia pentaceoides
Jarandersonia pentaceoides är en malvaväxtart som beskrevs av R.C.K.Chung och H.S.Tan. Jarandersonia pentaceoides ingår i släktet Jarandersonia och familjen malvaväxter. Inga underarter finns listade i Catalogue of Life.